# Blamada
Blamada is een kevergeslacht uit de familie van de boktorren (Cerambycidae). De wetenschappelijke naam van het geslacht werd voor het eerst geldig gepubliceerd in 2013 door Lin & Holzschuh.

## Soorten
Blamada is monotypisch en omvat slechts de volgende soort:
- Blamada rubripronota Lin & Holzschuh, 2013